# Reseda gredensis
Reseda gredensis là một loài thực vật có hoa trong họ Resedaceae. Loài này được (Cutanda & Willk.) Müll.Arg. miêu tả khoa học đầu tiên năm 1868.